# Silene dichotoma
Silène dichotome, Silène bifurqué
Espèce
Le Silène dichotome ou Silène bifurqué (Silene dichotoma) est une espèce de plantes de la famille des Caryophyllacées.